# Abbejev refraktometer
Abbejev refraktometer je fizikalna merilna priprava za točno merjenje lomnega količnika. Ernst Karl Abbe je v poznem 19. stoletju prvi izdelal laboratorijski refraktometer. Te prve priprave so imele vgrajene termometre in zahtevano količino krožeče vode. Možno je bilo nadzorovati temperaturo priprave in tekočine, ter izključiti učinke disperzije. Rezultati so se odbirali na analognih skalah.